# Craiva (okręg Alba)
Craiva – wieś w Rumunii, w okręgu Alba, w gminie Cricău. W 2011 roku liczyła 332 mieszkańców.